# Вулиця Корпанюків
Вулиця Корпанюків — вулиця у Личаківському районі міста Львів, місцевість Великі Кривчиці. Пролягає від вулиці На Копані до вулиці Прогулкової.

## Історія та забудова
Вулиця виникла у складі села Кривчиці під назвою Прогулкова бічна. Сучасну назву отримала у 1993 році, на честь братів Семена та Юрія Корпанюків, українських майстрів різьблення по дереву та інкрустації з Івано-Франківщини.
Забудована одноповерховими приватними будинками 1930-х років і сучасними одно- та двоповерховими віллами.